# Wo soll ich fliehen hin
Wo soll ich fliehen hin (in tedesco, "Dove devo fuggire") BWV 5 è una cantata di Johann Sebastian Bach.

## Storia
La cantata venne composta a Lipsia nel 1724 per la XIX domenica dopo la Trinità e venne eseguita il 15 ottobre dello stesso anno. Il testo è basato su un corale omonimo di Johann Heermann per i movimenti 1 e 7 e su testo di autore sconosciuto per gli altri movimenti.

## Struttura
La Wo soll ich fliehen hin è composta per soprano solista, contralto solista, tenore solista, basso solista, coro, tromba da tirarsi, oboe I e II, violino I e II, viola e basso continuo ed è suddivisa in sette movimenti:
1. Coro: Wo soll ich fliehen hin, per tutti.
2. Recitativo: Der Sünden Wust hat mich nicht nur befleckt, per basso e continuo.
3. Aria: Ergieße dich reichlich, per tenore, viola e continuo.
4. Recitativo: Mein treuer Heiland tröstet mich, per contralto, oboe e continuo.
5. Aria: Verstumme, Höllenheer, per basso, tromba, archi e continuo.
6. Recitativo: Ich bin ja nur das kleinste Teil der Welt, per soprano e continuo.
7. Corale: Führ auch mein Herz und Sinn, per tutti.